# Souleymane Diawara
Souleymane Diawara (Dakar, 24 december 1978) is een Senegalees voormalig voetballer die hoofdzakelijk als centrale verdediger speelde. Hij maakte in 2002 zijn debuut in de Senegalese nationale ploeg. Hij heeft ook een Frans paspoort. Hij speelde in totaal 48 interlands voor Senegal.

## Erelijst
| Competitie            |         |                  |         |         |
| Competitie            | Aantal  | Jaren            |         |         |
| Sochaux               | Sochaux | Sochaux          | Sochaux | Sochaux |
| --------------------- | ------- | ---------------- | ------- | ------- |
| Coupe de la Ligue     | 1x      | 2003/04          |         |         |
| Bordeaux              |         |                  |         |         |
| Kampioen Ligue 1      | 1x      | 2008/09          |         |         |
| Coupe de la Ligue     | 1x      | 2008/09          |         |         |
| Trophée des Champions | 1x      | 2008             |         |         |
| Marseille             |         |                  |         |         |
| Kampioen Ligue 1      | 1x      | 2009/10          |         |         |
| Coupe de la Ligue     | 2x      | 2009/10, 2010/11 |         |         |
| Trophée des Champions | 1x      | 2010             |         |         |